# Multiprotocol Label Switching
Multi Protocol Label Switching, of MPLS, is een mechanisme om data over een computernetwerk te transporteren. 
MPLS is actief op laag 2 en 3 van het OSI-model. Datapakketten worden gelabeld met extra informatie in relatie tot de eindbestemming. De labelinformatie wordt hierna gebruikt om in het netwerk te switchen. Dit gebeurt door hardware in het netwerk die de MPLS-techniek ondersteunt. Het switchen van de labels vergt minder capaciteit van de hardware dan switchen (of routen) op basis van IP-pakketten. De hardware kan op deze manier goedkoper worden gemaakt. De labels worden vaak door middel van LDP of RSVP uitgewisseld. Door MPLS te combineren met QoS (Quality of Service) kan er aan de datapakketten prioriteit worden toegekend voor bepaalde toepassingen, zoals Voice over IP.